# TVP3 Warszawa

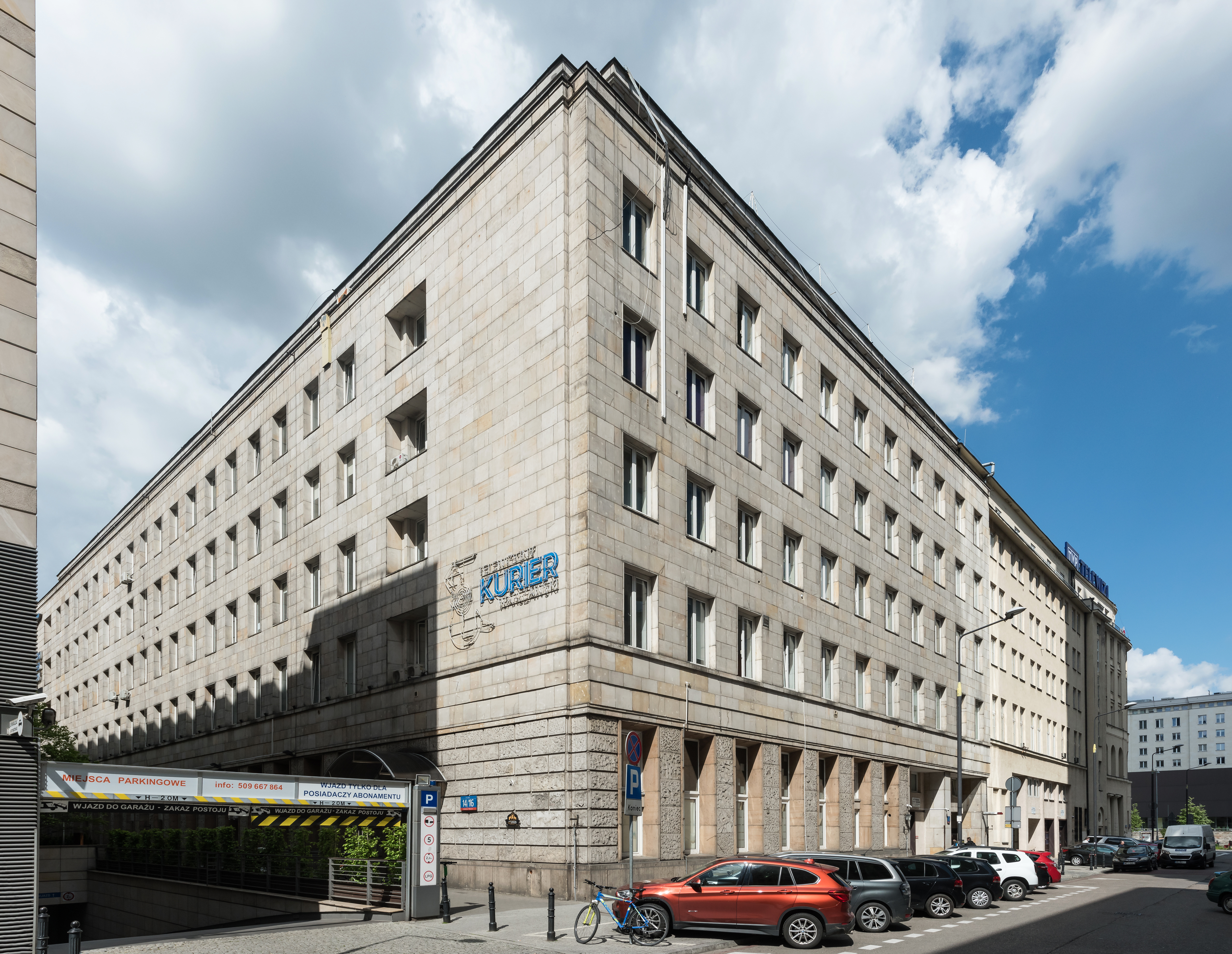
Siedziba TVP3 Warszawa przy ul. Jasnej 14/16

TVP3 Warszawa (Telewizja Polska SA Oddział w Warszawie, do 2002 roku Warszawski Ośrodek Telewizyjny, dawniej TVP Warszawa, WOT, WOT3, WOT-51, Kanał 51) – oddział terenowy Telewizji Polskiej obejmujący zasięgiem województwo mazowieckie z siedzibą główną w Warszawie przy ulicy Jasnej 14/16 oraz redakcjami terenowymi w Płocku, Radomiu, Siedlcach, Ostrołęce, Ciechanowie, Płońsku i Żyrardowie. Sztandarowym programem TVP3 Warszawa jest Telewizyjny Kurier Warszawski – najstarszy program Telewizji Polskiej ukazujący się niezmiennie pod tym samym tytułem od 9 listopada 1958 roku.
Kanał TVP3 Warszawa nadawany jest w ramach niekodowanego (tj. bezpłatnego w odbiorze) ogólnopolskiego trzeciego multipleksu naziemnej telewizji cyfrowej (MUX 3). Dostępny jest również w sieciach kablowych i na satelitarnych platformach cyfrowych w związku z tzw. zasadą must carry, czyli zapisanym w ustawie o radiofonii i telewizji obowiązkiem oferowania przez każdego operatora telewizyjnego siedmiu kanałów telewizyjnych, wśród których znajdują się trzy kanały TVP – TVP1, TVP2 i TVP3 – oraz cztery kanały prywatne – TVN, Polsat, TV4 i TV Puls. Program oddziału można oglądać za darmo także w Internecie za pośrednictwem takich serwisów jak TVP Stream, TVP VOD i TVP GO.

## Kalendarium
- 9 listopada 1958 – pierwsze wydanie Telewizyjnego Kuriera Warszawskiego – to najstarszy program informacyjny w Polsce, który nigdy nie zmienił nazwy oraz najstarszy program, który ukazuje się ciągle na antenie Telewizji Polskiej[6].
- Na początku lat sześćdziesiątych powstały też inne programy publicystyczne przygotowywane przez skromny zespół stałych pracowników (Jadwiga Kwapich, Marek Pisarski, Stanisław Cześnin) i współpracowników. Raz w tygodniu ukazywał się 20-minutowy program Miasto i jego problemy. Raz w miesiącu emitowany był magazyn Jacka Fedorowicza Warszawa, ja i ty, który pokazywał znanych i lubianych warszawiaków, jak Hanka Bielicka, Mieczysława Ćwiklińska, Mieczysław Fogg, czy Stefan Wiechecki, prezentował historię Warszawy i kreślił perspektywy jej rozwoju. Zawierał przy tym pewną dozę satyrycznego spojrzenia na miasto i jego mieszkańców. Do naszych czasów nie zachowały się żadne materiały filmowe. W tym czasie powstawały też programy informacyjne dla miast spoza Mazowsza: Telewizyjny Kurier Lubelski, Telewizyjny Kurier Białostocki i Telewizyjny Kurier Kielecki[6].
- 14 października 1966 – pierwsze wydanie Telewizyjnego Kuriera Mazowieckiego[6].
- 1973 – Telewizyjny Kurier Warszawski stał się programem codziennym[6].
- 10 października 1973 – nadano pierwsze wydanie programu Kronika Warszawy i Mazowsza[9].
- W latach osiemdziesiątych poszerzył się zasięg odbioru programów. Trzy razy w tygodniu ukazywał się Telewizyjny Kurier Województw (odbierany w Płocku, Włocławku, Ciechanowie), raz – wydanie dla Polski północno-wschodniej (Suwałki, Białystok, Ostrołęka, Biała Podlaska, Lublin, Chełm). Programy miały po 30 minut, podobnie zresztą, jak i Kurier Warszawski. Ten stan rzeczy trwał tak długo, aż usamodzielniły się ośrodki – lubelski (1992) i białostocki (1997)[6].
- 1989 – dyrekcję Warszawskiego Ośrodka Telewizyjnego objął Stefan Truszczyński, który uruchomił tzw. piątkowe bloki programowe w Dwójce nadawane przez dwie, a nieco później przez trzy godziny tygodniowo między 18:00 a 21:00. Na tej bazie powstawał potem całodzienny program regionalny[6][10].
- 19 stycznia 1992 – pierwsze wydanie Kuriera po północy – podsumowania dnia nadawanego od poniedziałku do czwartku po zakończeniu programu Dwójki, które następowało między godz. 0.10 a 0.30. Program emitowany był do czasu uruchomienia całodziennego lokalnego kanału[11].
- 3 stycznia 1993 – uruchomiono osobny całodzienny telewizyjny kanał regionalny nadawany w systemie PAL na kanale 51 w paśmie UHF. Dotąd nadawała na nim moskiewska telewizja Ostankino, która potem od 3 stycznia 1994 do 1997 roku[12] nadawała w Warszawie na kanale 41[13]. Początkowo posługiwano się nazwą Kanał 51[3][4], ale wkrótce zaczęto używać skrótowca ośrodka – WOT.
- 5 września 1994 o 15:10 – WOT wraz z pozostałymi ośrodkami TVP rozpoczął emisję codziennego, początkowo prawie czterogodzinnego bloku wspólnych pasm programowo-reklamowych o charakterze ogólnopolskim pod nazwą TVP Regionalna[14].
- 27 kwietnia 1995 – uruchomiono nowy zespół emisyjny. WOT dostał m.in. nowoczesny mikser emisyjny, komputerowe zestawy montażowe, urządzenie cyfrowe do efektów specjalnych, dwukamerowe studio emisyjne i aparaturę do robienia telegazety, dzięki której uruchomiono telegazetę w tym samym roku[15].
- 23 czerwca 1995 – uruchomiono Telegazetę WOT[16].
- 19 lutego 2002 – Decyzją Zarządu TVP SA połączono Biuro Programów Regionalnych, zajmujące się koordynowaniem programu wspólnego ośrodków regionalnych i Warszawski Ośrodek Telewizyjny we wspólną jednostkę Oddział Terenowy TVP SA w Warszawie, pod nazwą TVP3 Regionalna[1].
- 3 marca 2002 – warszawski program lokalny zaczyna nadawać w ramach stacji informacyjno-regionalnej TVP3 jako TVP3 Warszawa[17].
- 7 marca 2003 – zmiana logo i oprawy graficznej tak jak w pozostałych programach Telewizji Polskiej[18].
- 9 stycznia 2004 – program TVP3 Warszawa został udostępniony na satelitarnej platformie Cyfra+[19].
- 2 lutego 2006 – TVP3 Warszawa rozpoczęła nadawanie z satelity Astra 2C (później 1KR) i była tylko częściowo kodowana. Kanał był więc dostępny także z cyfrowych odbiorników FTA[20]. 1 stycznia 2015 roku przekaz z Astry nadający wtedy jako pełnowymiarowy kanał informacyjny TVP Info został wyłączony[21].
- 6 października 2007 – warszawski program zmienia nazwę na TVP Warszawa i zaczyna nadawać w ramach pasm lokalnych TVP Info[22].
- 27 października 2010 – TVP Warszawa zaczęła nadawać swoje programy w trzecim multipleksie naziemnej telewizji cyfrowej (MUX 3)[23].
- 30 grudnia 2010 o godz. 16:00 – program lokalny TVP Warszawa ostatni raz był retransmitowany na antenie Dwójki[24].
- 1 maja 2011 – Kurier Mazowiecki oraz Telewizyjny Kurier Warszawski są nadawane w panoramicznym formacie 16:9.
- 30 sierpnia 2011 – 1 września 2013 – program TVP Warszawa został dodany do MUX 3, jako druga wersja regionalna TVP Info, z nadajników TON Łódź/Sienkiewicza, RTON Lublin/Raabego i SLR Białystok/Centrum[25].
- 25 lutego 2013 – warszawski program regionalny można oglądać bezpłatnie w Internecie dzięki stronie internetowej i aplikacji TVP Stream[8].
- 23 lipca 2013 – wyłączono ostatni nadajnik analogowy ośrodka[26].
- 1 września 2013 – TVP Warszawa nadaje programy w ramach nowego kanału TVP Regionalna[27].
- 6 września 2013 – uruchomiono przekaz TVP Warszawa na satelicie Hot Bird. Tego samego dnia dołączyła jako nowy kanał do Cyfrowego Polsatu, ponieważ na platformach cyfrowych TVP Info pozostało, ale w nowej formule – bez programów lokalnych[28].
- 9 września 2013 – TVP Warszawa dołączyła także do pozostałych satelitarnych platform cyfrowych tj. nc+, Telewizji na kartę i Orange TV[29].
- 2 stycznia 2016 – powrócono do wcześniejszej nazwy – TVP3 Warszawa[30].
- 14 lutego 2022 – TVP3 Warszawa można oglądać bezpłatnie dzięki aplikacji TVP GO dostępnej na systemach iOS i Android[31].
- 15 lutego 2022 – stacja nadaje w jakości HD w sieciach kablowych, w Internecie oraz na testowym multipleksie Telewizji Polskiej DVB-T2/HEVC dostępnym w większości kraju[32].
- 27 czerwca 2022 – wiele emisji MUX 3, gdzie nadawany jest program TVP3 Warszawa, przeniesiono na nowe częstotliwości w ramach tzw. refarmingu, czyli zwolnienia kanałów telewizyjnych powyżej pasma 700 MHz na potrzeby telefonii komórkowej oraz zmiany standardu nadawania na DVB-T2/HEVC (nie dotyczyło to MUX 3 i MUX 8) w województwie mazowieckim uruchomiono nowe nadajniki oraz zwiększono moc emisji z dotychczasowych nadajników[33].
- 3 października 2022 – kanał TVP3 Warszawa został zastąpiony przez TVP Nauka na multipleksie testowym TVP MUX 6[34].
- 20 listopada 2023 – rozpoczęcie emisji w HD w przekazie satelitarnym razem z kanałem TVP Seriale[35][36].

## Nadajniki naziemne TVP3 Warszawa

### Nadajniki analogowe wyłączone w 2013 roku
| Typ obiektu | Nazwa obiektu                | Częstotliwość (MHz) | Kanał | Charakterystyka promieniowania | Polaryzacja | Moc (kW) | Data uruchomienia nadajnika | Data wyłączenia nadajnika |
| ----------- | ---------------------------- | ------------------- | ----- | ------------------------------ | ----------- | -------- | --------------------------- | ------------------------- |
| RTCN        | Warszawa/Raszyn              | 711,25 MHz          | 51    | dookólna (ND)                  | pozioma (H) | 100 kW   | 22 lipca 2008               | 19 marca 2013             |
| RTCN        | Kozłowiec/Przysucha          | 759,25 MHz          | 57    | dookólna (ND)                  | pozioma (H) | 100 kW   | styczeń 2003                | 17 czerwca 2013           |
| RTCN        | Siedlce/Łosice               | 615,25 MHz          | 39    | kierunkowa (D)                 | pozioma (H) | 30 kW    | 30 listopada 2007           | 17 czerwca 2013           |
| RTCN        | Warszawa/PKiN                | 471,25 MHz          | 21    | dookólna (ND)                  | pozioma (H) | 3 kW     | 3 stycznia 1994             | 19 marca 2013             |
| TON         | Ciechanów/ul. Monte Cassino  | 639,25 MHz          | 42    | dookólna (ND)                  | pozioma (H) | 1 kW     | po 2003 roku                | 23 lipca 2013             |
| RON         | Przasnysz/Szosa Ciechanowska | 735,25 MHz          | 54    | dookólna (ND)                  | pozioma (H) | 0,3 kW   | 1 listopada 2005            | 17 czerwca 2013           |

Opracowano na podstawie materiału źródłowego.

### Nadajniki cyfrowe DVB-T2MUX 3
Wszystkie nadajniki są położone w województwie mazowieckim z wyjątkiem nadajnika RTCN Ryki, który znajduje się w województwie lubelskim. 27 czerwca 2022 roku ze względu na zmianę standardu nadawania na DVB-T2/HEVC (nie dotyczyło to MUX 3 i MUX 8) w województwach lubelskim, mazowieckim, podlaskim i warmińsko-mazurskim oraz tzw. refarming, czyli zwolnienie kanałów telewizyjnych na potrzeby telefonii komórkowej, niektóre emisje przeniesiono na nowe częstotliwości, uruchomiono nowe albo zwiększono moc emisji z dotychczasowych nadajników. 19 grudnia 2023 roku zmieniono standard nadawania nadajników MUX 3 na DVB-T2/HEVC.
| Typ obiektu | Nazwa obiektu               | Częstotliwość (MHz) | Kanał | Charakterystyka promieniowania | Polaryzacja | Moc (kW) | Data uruchomienia nadajnika |
| ----------- | --------------------------- | ------------------- | ----- | ------------------------------ | ----------- | -------- | --------------------------- |
| RTCN        | Warszawa/Raszyn             | 522 MHz             | 27    | dookólna (ND)                  | pozioma (H) | 130 kW   | 27 października 2010        |
| RTCN        | Płock/Rachocin              | 618 MHz             | 39    | dookólna (ND)                  | pozioma (H) | 100 kW   | 17 czerwca 2013             |
| RTCN        | Siedlce/Łosice              | 554 MHz             | 31    | kierunkowa (D)                 | pozioma (H) | 65 kW    | 27 października 2010        |
| RTON        | Ostrołęka/Ławy              | 642 MHz             | 42    | dookólna (ND)                  | pozioma (H) | 60 kW    | 23 lipca 2013               |
| TON         | Płock/Radziwie              | 618 MHz             | 39    | dookólna (ND)                  | pozioma (H) | 37 kW    | 28 kwietnia 2014            |
| RON         | Radom/ul. Przytycka         | 522 MHz             | 27    | dookólna (ND)                  | pozioma (H) | 30 kW    | 17 czerwca 2013             |
| TON         | Ciechanów/ul. Monte Cassino | 642 MHz             | 42    | dookólna (ND)                  | pozioma (H) | 14 kW    | 17 czerwca 2013             |
| SLR         | Chruszczewka                | 554 MHz             | 31    | dookólna (ND)                  | pozioma (H) | 10 kW    | 17 czerwca 2013             |
| RTCN        | Warszawa/PKiN               | 522 MHz             | 27    | dookólna (ND)                  | pozioma (H) | 10 kW    | 27 października 2010        |
| RTCN        | Dęblin/Ryki                 | 522 MHz             | 40    | kierunkowa (D)                 | pozioma (H) | 8 kW     | 28 kwietnia 2014            |
| SLR         | Różan                       | 642 MHz             | 42    | dookólna (ND)                  | pozioma (H) | 6 kW     | 17 czerwca 2013             |
| TON         | Jastrzębiec                 | 642 MHz             | 42    | kierunkowa (D)                 | pozioma (H) | 5 kW     | 27 czerwca 2022             |
| TON         | Lipsko/ul. Spacerowa        | 522 MHz             | 27    | dookólna (ND)                  | pozioma (H) | 3 kW     | 27 czerwca 2022             |
| TSR         | Ostrów Mazowiecka/Podborze  | 642 MHz             | 42    | kierunkowa (D)                 | pozioma (H) | 0,038 kW | 17 czerwca 2013             |

Opracowano na podstawie materiału źródłowego.

## Programy TVP3 Warszawa

### Programy własne (stan na zimę 2022)
Programy informacyjne
- Telewizyjny Kurier Warszawski – najstarszy program Telewizji Polskiej ukazujący się niezmiennie pod tym samym tytułem od 9 listopada 1958 roku. Jest to jedyny codzienny, telewizyjny serwis informacyjny o Warszawie. Jest emitowany codziennie o godzinie 18:30.
- Kurier Mazowiecki – codzienny program informacyjny poświęcony sprawom regionu Mazowsza i okolic. To jeden z najstarszych i najpopularniejszych programów informacyjnych telewizji regionalnej. Po raz pierwszy na antenie pojawił się 14 października 1966 roku. Jest emitowany codziennie o godzinie 18:45.
- Kurier Warszawy i Mazowsza – codzienny program informacyjny przedstawiający podsumowanie dnia z Warszawy i województwa mazowieckiego. Emitowany codziennie o godzinach 12:30, 14:30, 16:30 i 21:30.
- Warszawski Dzień (od 2017 roku) – poranny program informacyjno-publicystyczny emitowany od poniedziałku do piątku, wyłączając okres wakacyjny.
- Warszawski Dzień Ekstra (od 2019 roku) – krótka rozmowa z gościem.
- Wiadomości sportowe – program przedstawiający aktualne informacje o imprezach odbywających się w stolicy i na Mazowszu. Wywiady z trenerami, piłkarzami, siatkarzami, koszykarzami, bokserami, zapaśnikami, lekkoatletami. Relacje z meczów, turniejów, mityngów oraz mistrzostw.
- Raport na gorąco – najświeższe wydarzenia z różnych akcji Policji i Straży Pożarnej w Warszawie.

Programy publicystyczne
- Zawsze na temat (od 2018 roku) – emitowany w dni powszednie, program publicystyczny poruszający gorące tematy polityczne, bieżące sprawy samorządowe, codzienne życie miast i całego regionu. Gośćmi są politycy, samorządowcy i społecznicy.
- Region Polityka (od 2018 roku) – program poświęcony wszystkiemu temu, co ważne dla mieszkańców Mazowsza. Redaktor Magdalena Złotnicka i jej goście – politycy, eksperci i komentatorzy życia publicznego – rozmawiają o sprawach, którymi żyje nie tylko stolica, lecz także całe województwo.
- Ciemna Strona (od 2017 roku) – program poświęcony reprywatyzacji. Redaktor Anna Żurek i jej goście rozmawiają o nieuczciwym procederze przejmowania kamienic i lokatorach, którzy przegrali walkę z reprywatyzacyjną machiną.
- Twoje Sprawy (od 2015 roku) – program, w którym pokazywane są historie ludzi szukających sprawiedliwości. Walczą o prawo do godnego życia, proszą o pomoc. Ich losy komentują zaproszeni goście.
- CHiP – Rozmowy Niecodzienne (od 2017 roku) – cykliczna audycja, w której autorzy i zaproszeni goście komentują wydarzenia i zachodzące procesy oraz ich konteksty. Obszarem obserwacji i analizy są: cywilizacja, historia i polityka (CHiP), kultura i gospodarka.
- Prosto z Radomia (od 2020 roku) – program poświęcony sprawom Radomia i szerzej regionu radomskiego. Przygląda się ważnym i wyczekiwanym inwestycjom, decyzjom władz samorządowych, inicjatywom społecznym i kulturalnym. Program prowadzi Natalia Karcz-Kaczkowska.
- Gra o Polskę (od 2019 roku)
- Z boisk i stadionów Warszawy i Mazowsza (od 2022 roku) – program w całości poświęcony wydarzeniom sportowym w Warszawie i na Mazowszu. Podsumowanie tygodnia i informacje o nadchodzących imprezach, turniejach i zawodach. Do studia zapraszani są goście, a program prowadzą Bogdan Saternus i Tomasz Gerlach.
- Prosto z Mazowsza (od 2022 roku) – program w którym poruszane są tematy gospodarcze, ekonomiczne, inwestycyjne, o funduszach oraz inicjatywach społecznych.

Historia
- Wawa Bohaterom (od 2018 roku) – społeczny projekt, a także cykl reportaży i felietonów poświęcony Powstańcom Warszawskim i akcji niesienia pomocy. „Nie zapominajmy o Warszawskich Powstańcach, o naszych bohaterach pamiętajmy nie tylko od święta” – to główne hasło projektu. Bohaterowie wspominają nie tylko czas walki, ale pokazują także, jak żyją i radzą sobie w dzisiejszych czasach. Wielu z nich potrzebuje wsparcia, pomocy w codzienności i poświęcenia czasu. Wawa Bohaterom to także Studio Otwarte emitowane na żywo, a w nim spotkania z Powstańcami, a także ludźmi, którzy działają na rzecz bohaterów.

Programy kulturalne i rozrywkowe
- Słowobranie (od 2018 roku) – program, w którym prezentowane są zapowiedzi i recenzje nowości wydawniczych, lista bestsellerów z komentarzem oraz ciekawe rozmowy m.in. z pisarzami, intelektualistami, komikami i reżyserami, którzy przedstawiają nowe i istotne lektury, dzieła artystyczne i inne ważne wydawnictwa. Program prowadzą Patrycja Strupińska, Krzysztof Grzybowski i Anna Rybak, a realizowany jest przy współpracy z Promem Kultury Saska Kępa.
- Łazienki z Kulturą (od 2017 roku) – program poświęcony kulturze i sztuce. Tadeusz Deszkiewicz rozmawia z zaproszonymi gośćmi o ich twórczości artystycznej, inspiracjach i nadchodzących wydarzeniach kulturalnych. Program jest realizowany przy współpracy z Łazienkami Królewskimi w Warszawie.
- Qadrans qltury (od 2006 roku) – program autorstwa Marka Wiechowskiego. Jest to magazyn kulturalny, przegląd najważniejszych wydarzeń artystycznych.
- Twórcy polecają... (od 2016 roku) – program, w którym zaproszeni muzycy, aktorzy, pisarze polecają dzieła, które lubią, które zmieniły ich życie. Program prowadzi Zbigniew Krajewski.
- Tekieli. Krótki przewodnik po duszy (od 2016 roku) – autorski program Roberta Tekielego, który rozmawia z wyjątkowymi ludźmi i słucha opowieści o życiu, pokonywaniu trudności, walce o harmonię.
- Sztuka w kadrze (od 2021 roku) – Autorka skupia się na malarstwie, rzeźbie, mozaikach, muralach, pracowniach artystycznych, filmach. Tematy są zaskakujące i różnorodne, podobnie jak miejsca i sposób kadrowania. Jeden obiekt, jeden rozmówca i sześciominutowy felieton, wszystko po to, by odkryć przed widzami mnóstwo fantastycznych detali ukrytych w arcydziełach i innych pracach artystów. Autorką programu jest Beata Bajkiewicz.
- Strefa Mazowsze (od 2013 roku) – program poświęcony szeroko pojętej kulturze na Mazowszu.
- Sala prób (od 2021 roku)
- Owszem Mazowsze (od 2020 roku)
- Gra Warszawa (od 2019 roku) – cykl kulturalnych programów traktujących o muzyce. Gośćmi prowadzącego będą znani wykonawcy i członkowie zespołów muzycznych.

Przyroda i ekologia
- Mój pies i inne zwierzaki – magazyn dla miłośników zwierząt, w którym każdy właściciel znajdzie coś dla siebie: jak żywić, jak pielęgnować, jak zapobiegać bezdomności czworonogów. W programie także kącik Zaopiekuj się mną, czyli psy i koty do adopcji.

Programy religijne
- Kościół z bliska (od 2012 roku) – program religijny, w którym jest prezentowany przegląd wydarzeń tygodnia w polskim i zagranicznym Kościele. Program prowadzą na zmianę Urszula Boruch i Konrad Krakowiak.
- Mazowsze. Sacrum i profanum (od 2021 roku) – magazyn poświęcony sprawom Kościoła z punktu widzenia Mazowsza. Program prowadzą Monika Woźniak, Urszula Boruch i Małgorzata Rogatty.

### Programy nieemitowane w TVP3 Warszawa (niepełna lista)
- Dwie Stolice (2018-2020) – wspólny projekt warszawskiego i krakowskiego ośrodka Telewizji Polskiej. Przedstawione i skonfrontowane w nim są obyczaje obu miast, ich historyczne tradycje, mity i związane z tymi miejscami sentymenty, jak i uprzedzenia. W programie występują Beata Chyczewska (jako „Polka mądra przed szkodą”, rozpoczyna i kończy odcinek), Leszek Długosz (jako Krak), Emilian Kamiński (jako Wars), Jerzy Petersburski Jr. (gospodarz w Warszawie) i Adam Grzanka (gospodarz w Krakowie).
- E-lementarz (2010-2014[53]) – program o internecie i nowoczesnych technologiach.
- Krótki film o Warszawie (2017-2019) – cykl impresji filmowych o Warszawie. Autorzy szukają niebanalnych tematów, często niezauważalnych nawet dla mieszkańców stolicy.
- Kronika Warszawska – program, w którym prezentowane są migawki z lat 60. i 70. z Warszawy.
- Alchemia zdrowia i urody – program, który propaguje zdrowy styl życia. Porusza tematy stricte medyczne, mówi o nowinkach, unikalnych zabiegach na najwyższym poziomie, zawiera również informacje o niekonwencjonalnych metodach leczenia.
- Filmy Dokumentalne Aliny Czerniakowskiej (2017-2018) – cykl autorskich filmów dokumentalnych Aliny Czerniakowskiej – polskiej reżyserki filmowej i scenarzystki, dziennikarki telewizyjnej, dwukrotnej laureatki Międzynarodowego Katolickiego Festiwalu Filmów i Multimediów w Niepokalanowie[54].
- Moja niepodległa i Dla niepodległej – cykle portretów ludzi kultury i sztuki opowiadających o wartościach inspirujących współczesnych artystów. Rozmowy prowadzone są z okazji obchodów stulecia odzyskania przez Polskę niepodległości.
- Zakazane, prześladowane (2016-2018) – cykl o filmach „półkownikach” III RP. Rozmowa z twórcami dokumentów, które nigdy nie były emitowane.
- Nakręceni na dokument (2016-2018) – program studyjno-filmowy oparty na zasobach archiwalnych TVP, w którym znani dokumentaliści prezentują wartościowe filmy. Zachęcają widzów do spotkania z tematem zasługującym na uwagę, wprowadzają w poruszoną w filmie problematykę i odkrywają filmową kuchnię. Podczas rozmowy emitowane są krótkie fragmenty dokumentu prezentowanego w całości bezpośrednio po rozmowie w studiu[55].
- Saga Rodów – cykl dokumentalny ukazujący Warszawę i Mazowsze przez pryzmat losów rodziny. Prezentuje rody, które zacnie, a czasem bardzo burzliwie wpisały się w dzieje miasta.
- Studio YaYo (2016) – program satyryczny Ryszarda Makowskiego i Pawła Dłużewskiego[56][57].
- Telebajt (1997-1999) - program o komputerach i grach[58].

Opracowano na podstawie materiału źródłowego

## Logo
| Okres wykorzystywania                            | Opis | Ilustracja                                       |
| WOT – Warszawski Ośrodek Telewizyjny (1994–2002) | WOT – Warszawski Ośrodek Telewizyjny (1994–2002) | WOT – Warszawski Ośrodek Telewizyjny (1994–2002) |
| ------------------------------------------------ | --- | ------------------------------------------------ |
| 3 stycznia 1994 – jesień 2000                    | Charakterystyczny, jakby narysowany odręcznie, żółty napis WOT. |                                                  |
| jesień 2000 – 2001                               | Do wcześniejszego logo dołączono „łyżwę” oraz cyfrę 3 podobnie jak w innych ośrodkach regionalnych. |                                                  |
| jesień 2000 – 2001                               | Logo podobne do poprzedniego, z tym że usunięto z niego „łyżwę” i przesunięto w prawą stronę cyfrę 3. |                                                  |
| TVP3 Warszawa (2001–2007)                        | |                                                  |
| 2001 – 6 marca 2003                              | Po lewej stronie paski w barwach ówczesnej TVP na których jest wcześniejsze logo WOT. Obok obowiązujące w tamtym czasie logo nadawcy. Po prawej stronie cyfra 3, a na dolnej części znajduje się rozszerzony napis Warszawa. Na ekranie logo było emitowane w różnych wersjach np. bez napisu Warszawa, ze żółtym znaczkiem WOT, również z białym znaczkiem WOT. |                                                  |
| 7 marca 2003 – 30 listopada 2007                 | Nowe logo TVP, po prawej stronie cyferka 3, poniżej napis Warszawa, wszystko w kolorze zielonym. Na ekranie logo krystaliczne (od 6 października do 30 listopada 2007 bez cyfry 3). |                                                  |
| TVP Warszawa (2007–2016)                         | |                                                  |
| 1 grudnia 2007 – 31 sierpnia 2013                | Logo podobne do logo stacji TVP Info – zamiast napisu INFO jest napis Warszawa. |                                                  |
| 1 września 2013 – 1 stycznia 2016                | Białe logo TVP, poniżej napis Warszawa; wszystko na zielonym tle. Logo występowało także w odwrotnej wersji kolorystycznej. |                                                  |
| TVP3 Warszawa (od 2016 roku)                     | |                                                  |
| od 2 stycznia 2016 roku                          | Na granatowym tle logo TVP3, pod spodem podpis Warszawa. Od 14 lutego 2022 roku logo na ekranie jest mniejsze. |                                                  |